# Lyman (Utah)
Lyman é uma cidade  localizada no estado norte-americano de Utah, no Condado de Wayne.

## Demografia
Segundo o censo norte-americano de 2000, a sua população era de 234 habitantes.
Em 2006, foi estimada uma população de 230, um decréscimo de 4 (-1.7%).

## Geografia
De acordo com o United States Census Bureau tem uma área de
4,9 km², dos quais 4,9 km² cobertos por terra e 0,0 km² cobertos por água. Lyman localiza-se a aproximadamente 2207 m acima do nível do mar.

## Localidades na vizinhança
O diagrama seguinte representa as localidades num raio de 36 km ao redor de Lyman.